# 光明肉业
上海光明肉业集团股份有限公司（上交所：600073，简称：光明肉业），原名上海梅林正广和股份有限公司（简称上海梅林、梅林正广和），是中華人民共和國上海市的一家上市公司。上海梅林罐头分公司、上海正广和网上购物有限公司和上海冠生园食品有限公司為其子公司。上海梅林罐头分公司生產的梅林午餐肉較為知名。公司成立於1997年5月21日，同年7月4日在上海證券交易所上市，1997年12月18日正式揭牌。

## 历史

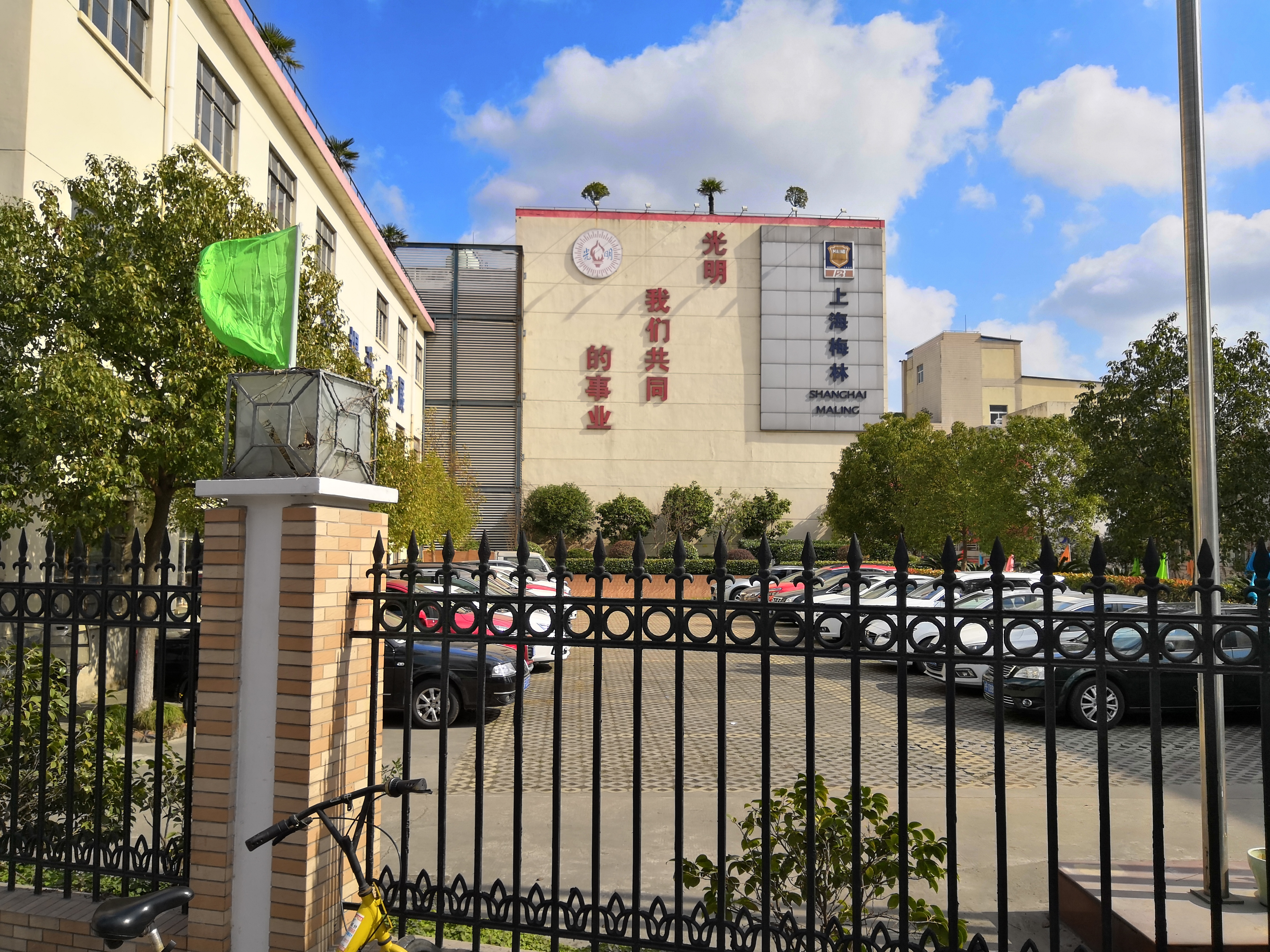
位于军工路224号的梅林食品公司

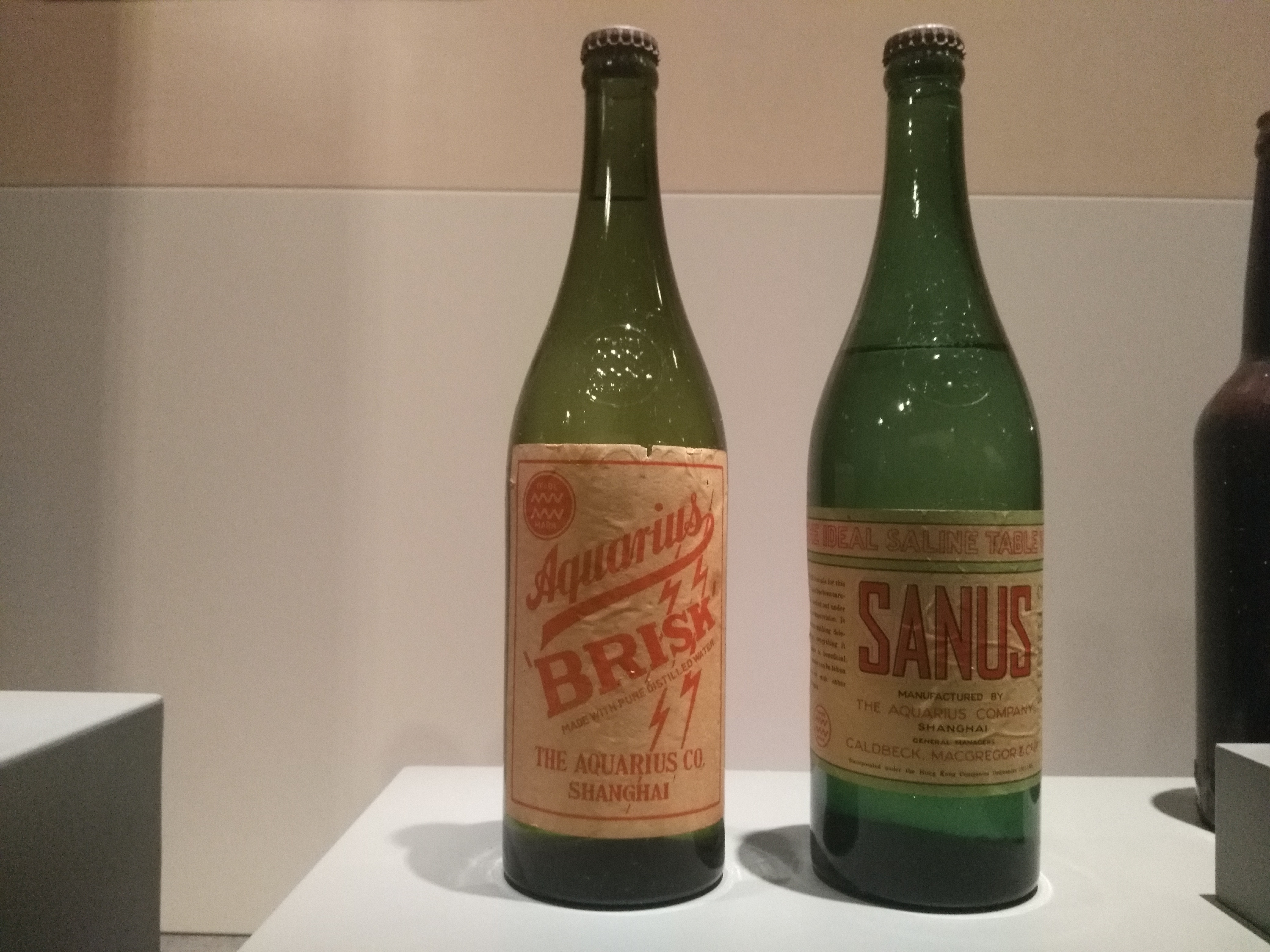
早期正广和汽水瓶

### 正广和
1864年，英国商人乔治·史密斯在上海公共租界开设广和洋行（George Smith & Co.），主营洋酒业务。1882年，两名英商考尔伯克、麦克利格加盟广和洋行，1883年史密斯退出并在九江路另创“老广和洋行”，考、麦两人将原广和洋行的名称改为“正广和洋行”（Caldbeck, Macgregor & Co.）。1892年，正广和洋行在虹口提篮桥附近购地筹建泌乐水厂，并以星座名“Aquarius”命名英文厂名和产品，生产汽水、柠檬水、姜汁水、姜汁啤酒、苏打水等，每小时可装瓶加塞90打，成为上海规模最大的汽水专业工厂。1921年，汽水厂迁至韬朋路（今通北路）厂址，1923年6月正式改称正广和汽水厂，20世纪20年代末开始使用改进式三重蒸馏装置。
抗日战争期间，正广和被日商占领，其后被投靠侵略者的中国人接管，被迫停产，战后回到英国商人手上，但因厂房损坏严重，难以维持生产，直至1946年5月才恢复生产。1946年8月，正广和股份有限公司改设香港，上海成为分公司。1954年7月，正广和汽水股份有限公司由上海市地方工业局代管，同年10月13日由上海市人民政府接管，1966年10月18日曾改名为国营上海汽水厂，1980年重新注册“AQUARIUS”商标，1992年复名为正广和汽水厂，1994年11月18日成立正广和总公司，1995年开始生产饮用水。1997年7月18日，正广和（集团）有限公司挂牌。

### 梅林食品

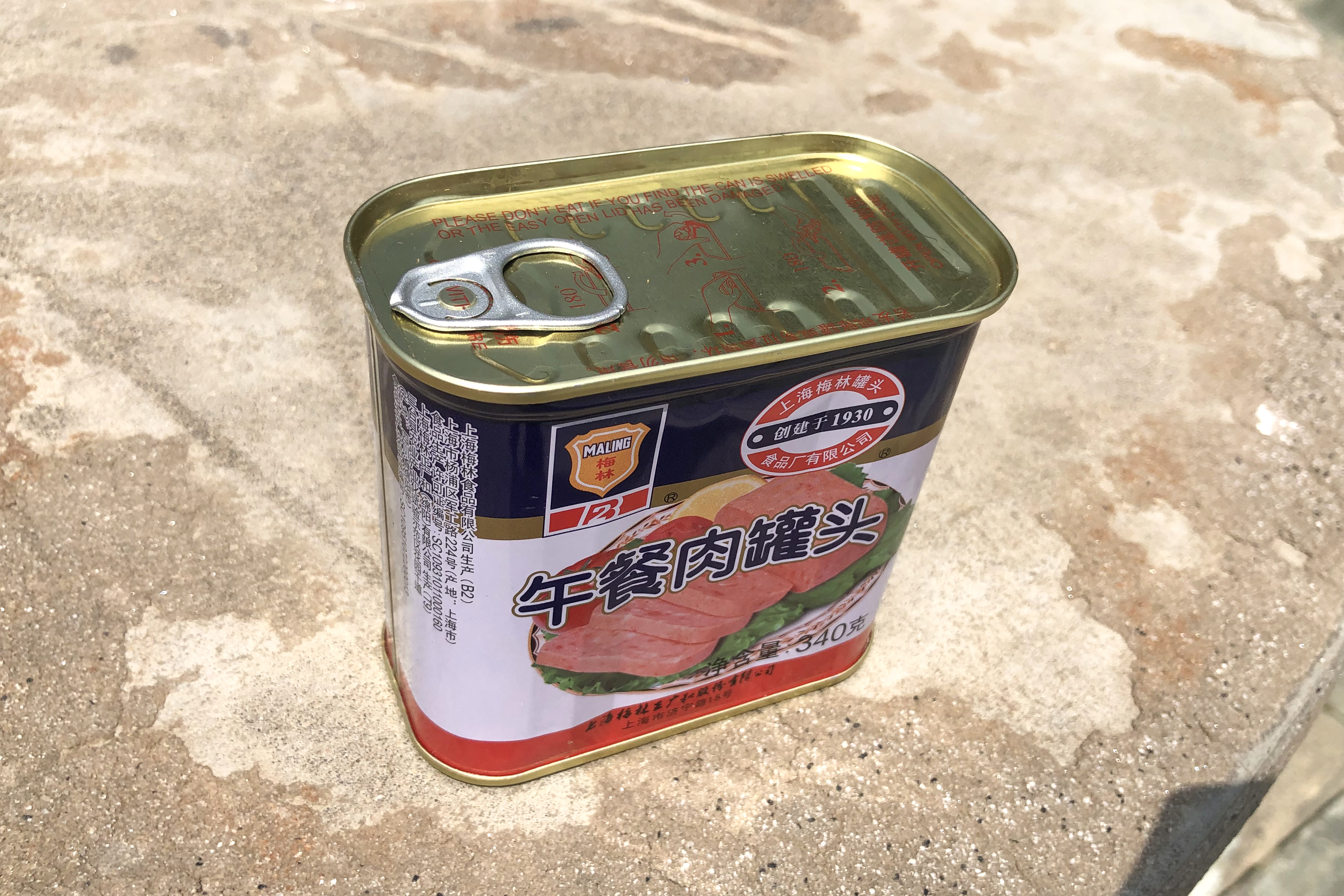
上海梅林午餐肉罐头

上海梅林罐头食品厂成立于1930年7月（一说1930年10月），最初的产品为番茄沙司和辣醬油，后在虹桥路808号征地14亩建造新厂房，1933年7月正式成立梅林罐头食品厂股份有限公司，注册商标以梅林为牌号，并采用金盾商标图案，取“梅林产品的金盾拒外货于国门之外”之意，1954年率先实施公私合营，伟大、开林罐头厂和科学印铁制罐厂并入该厂，1957年在捷克专家指导下开始生产午餐肉，其后又成功试制八宝饭、火腿等罐头，1960年与位于军工路224号的国营益民食品二厂合并，厂址也迁至军工路224号，同时原梅林罐头有限公司的辣酱油产品线移交泰康食品厂生产。1987年12月15日，上海梅林罐头食品厂与益民食品一厂、泰康食品厂、上海咖啡厂等单位联合组建上海梅林食品（集团）公司，1991年12月28日与上海市食品进出口公司、香港贸基发展有限公司三方共同投资组建上海梅林食品有限公司。

### 梅林正广和

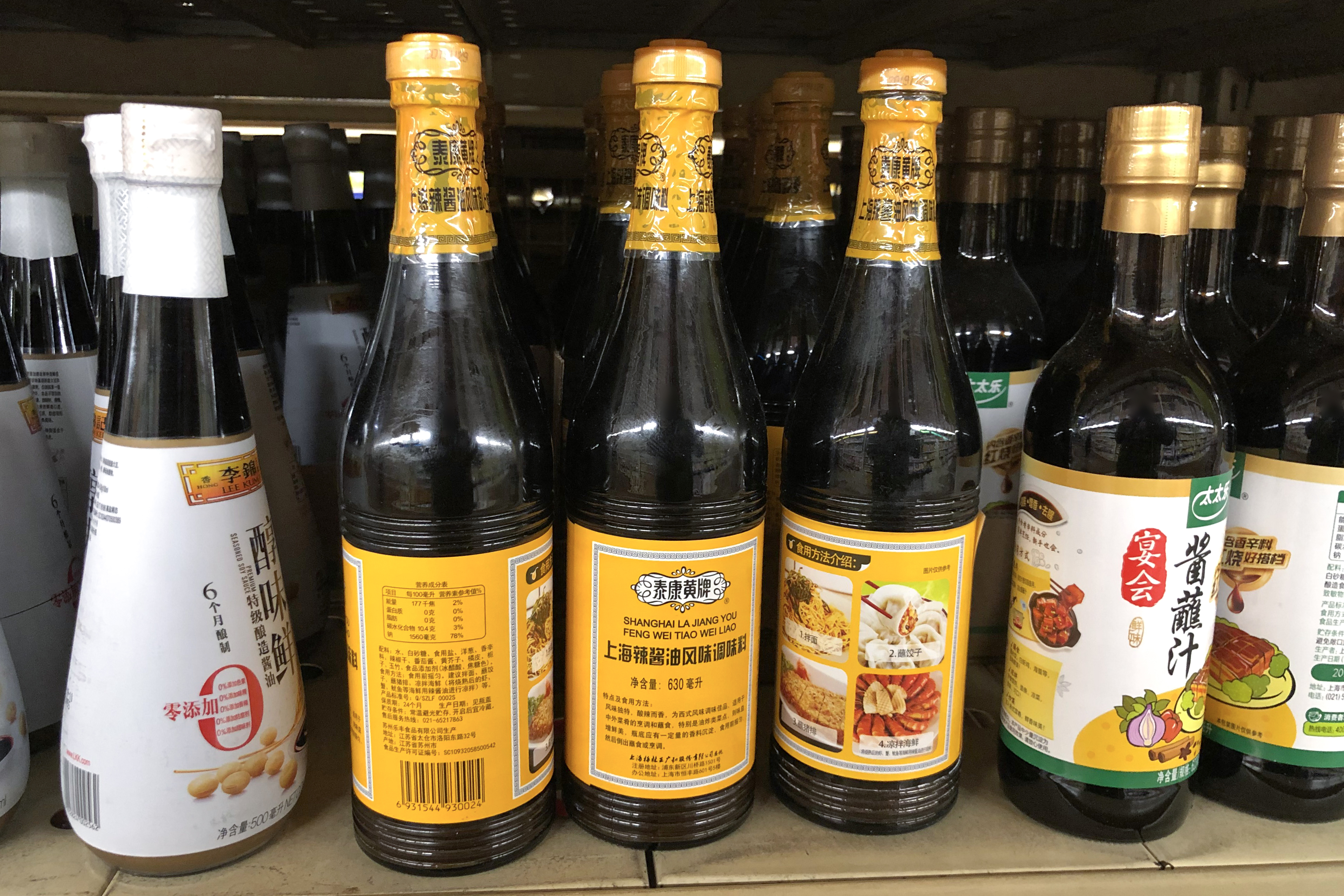
梅林正广和旗下的泰康黄牌辣酱油

1997年，上海梅林股份有限公司及正广和（集团）有限公司联合组成上海梅林正广和（集团）有限公司。
2001年9月，上海梅林启用新商标，在“梅林”既有盾形商标的基础上增加上海梅林的外贸出口编号“B2”标识，组成复合商标，从而与中粮梅林区分。
2011年，梅林将原泰康食品的辣酱油生产线迁至太仓市。
2020年，正广和推出复刻版橘子味汽水。

### 光明肉业
2024年5月22日，上海梅林通过公司更名的议案，拟变更公司名称为“上海光明肉业集团股份有限公司”，简称由“上海梅林”变更为“光明肉业”。公司董秘表示更名旨在聚焦肉类主业，但没有剥离肉类之外业务的打算。6月12日，公司正式更名为光明肉业，股票简称同时变更。

## 另見
- 正广和汽水厂

## 外部連結
- 官方网站